# Schenkenburg

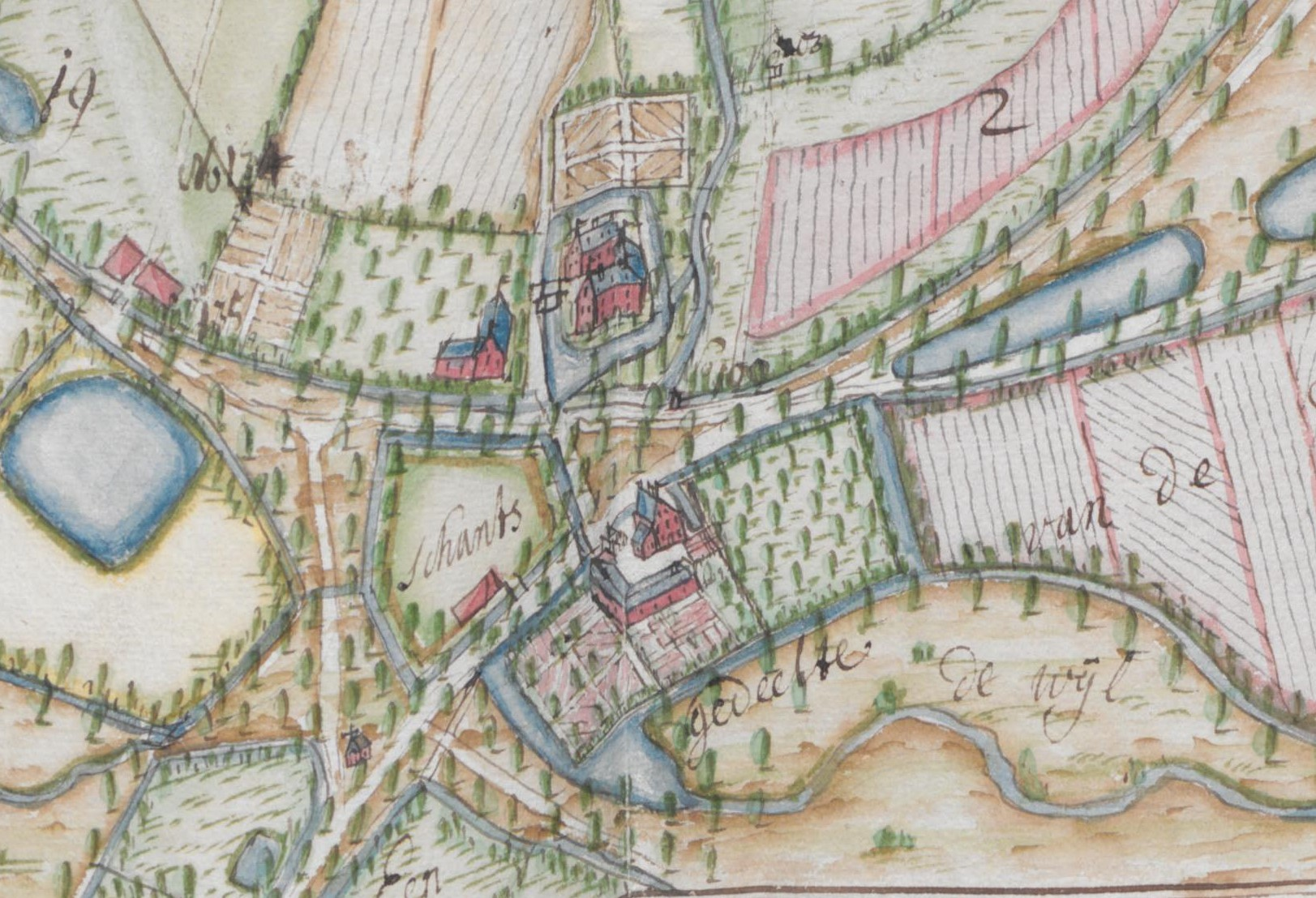
Kasteel Schenkenburg (boven) op een kaart uit 1745.

Schenkenburg (ook: Schenckenburg) is de naam van een kasteel dat heeft bestaan in Sevenum. Het kasteel lag in de buurt van de huidige Steinhagenstraat, waar tegenwoordig de boerderij Schenckenborg is gelegen. De grachten werden gevoed door de Groote Molenbeek en de Blakterbeek.

## Geschiedenis
Het is mogelijk dat Jan Schenck (1555–1606) de stichter van dit kasteel is geweest. Hij behartigde de belangen van het kerspel Sevenum van het Land van Kessel. De Sint-Antoniuskapel werd door een telg van deze familie gebouwd begin 18e eeuw. Tegenover Schenkenburg bouwde de familie in 1659 het huis Steinhagen. De laatste eigenaar uit de familie Schenck van Nijdeggen was Frederik Jan Arnold.
In 1812 werd het huis aan de familie Houba verkocht. ZIj lieten in 1825 het kasteel slopen en de grachten dempen. Het goed - toen Nieuwenhof geheten - werd in 1840 aan de familie Berkels verkocht, die eerder ook al Steinhagen hadden aangekocht.
Het bijgebouw dat voor de toegangsbrug stond, werd in 1908 verwoest door blikseminslag. Daar bevindt zich de huidige boerderij.

## Beschrijving
Op oude kaarten wordt Schenkenburg weergegeven als een omgracht gebouw met drie vleugels rond een binnenplaats. Volgens de kadastrale kaart van begin 19e eeuw was de totale afmeting circa 15 bij 35 meter. Aan de westzijde bevond zich de toegangsbrug. Nog voor de brug stond een L-vormig gebouw.
Mogelijk zijn resten van het kasteel nog in de bodem aanwezig.

## Legende
Een legende verhaalt van de laatste telg van deze familie die op het kasteel woonde. Dagelijks liep hij langs dit kapelletje en elke keer bespotte hij de Heilige Antonius. Op zekere morgen vond men hem dood in het kapelletje. Sindsdien kwam het kasteel in een kwade reuk te staan. Als de ophaalbrug niet om 9 uur 's avonds werd opgehaald ging een zwarte hond op deze brug liggen. Deze had vurige ogen en klauwen, en niemand durfde er langs. Later kwamen er nog verhalen bij over een ronddolend paard zonder hoofd. Reden genoeg dus om het kasteel te slopen. Op de weide die ontstond wilde niets meer groeien, behalve distels en dorens.